# Шандор Владар
Шандор Владар (угор. Wladár Sándor; нар. 19 липня 1963) — угорський плавець, олімпійський чемпіон.

## Виступи на Олімпіадах
| Олімпіада   | Дисципліна                      | Місце |
| ----------- | ------------------------------- | ----- |
| Москва 1980 | плавання на 100 метрів на спині | 5     |
| Москва 1980 | плавання на 200 метрів на спині | 1     |
| Москва 1980 | комплексна естафета 4 × 100     | 6     |